# Thomas James Mulvany

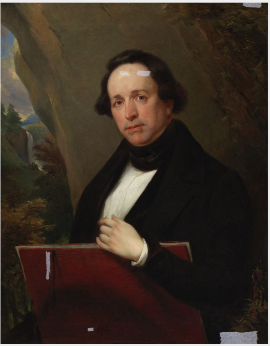
Thomas James Mulvany, gemalt von seinem Sohn George Francis Mulvany (1809–1869), National Gallery of Ireland

Thomas James Mulvany (* 1779 in Dublin, Königreich Irland; † 27. Februar 1845 in Booterstown bei Dublin) war ein irischer Miniatur-, Landschafts-, Porträt- und Figurenmaler sowie Mitbegründer und Keeper der Royal Hibernian Academy.

## Leben

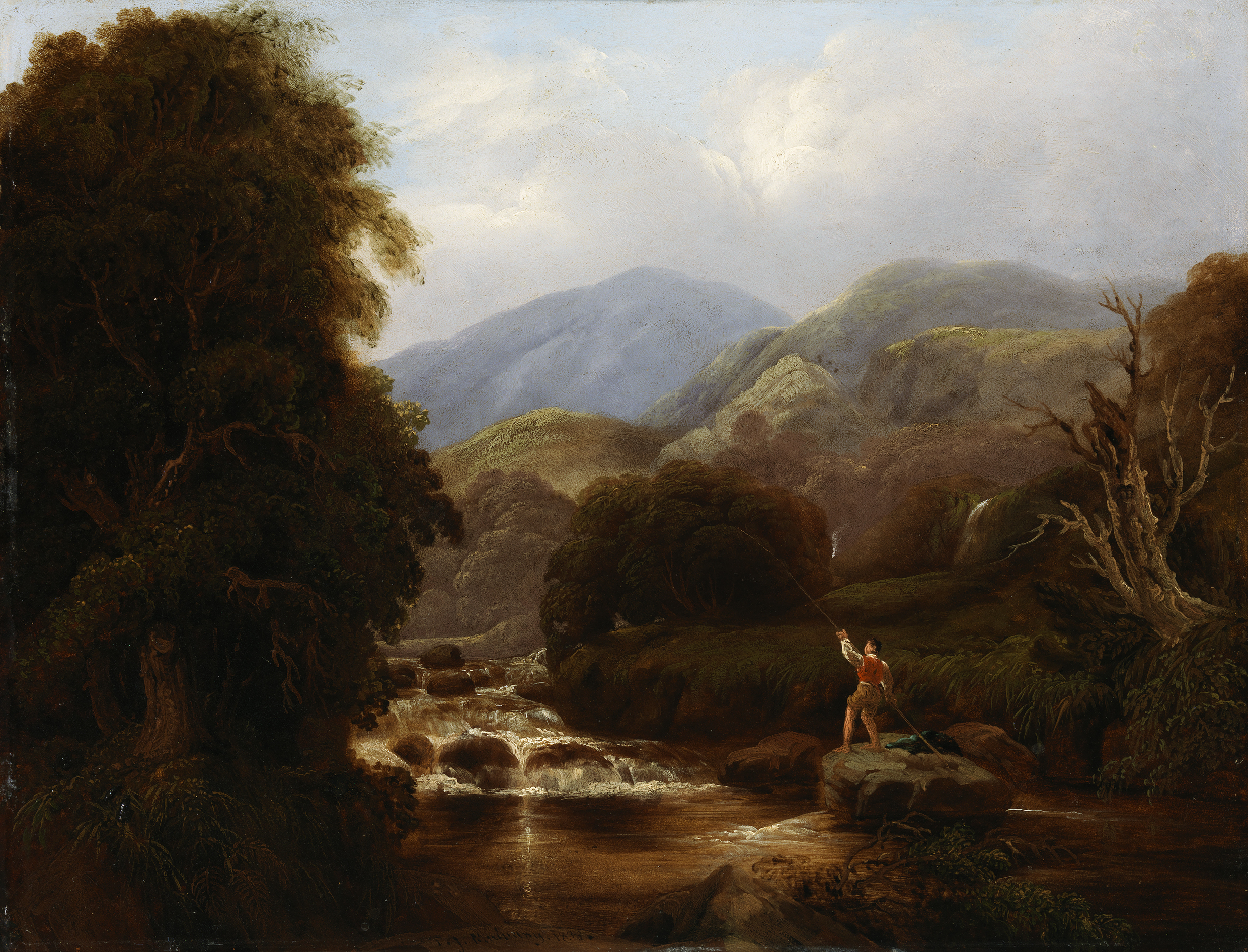
The Mountain Rivulet, 1838, National Gallery of Ireland

Thomas James Mulvany war Schüler des Malers Francis Robert West (≈1749–1809) und trat anfangs als Miniaturmaler, dann als Landschafts- und Porträtmaler in Erscheinung. Er heiratete Mary Field (1779–1865), die Tochter des Arztes Cyrus Field, die die Söhne William Thomas, George Francis (1809–1869), John Skipton (1813–1870) und Thomas John (1821–1892) gebar.
Mulvany stellte seine Bilder in der Dublin Society of Artists aus. Als diese Gesellschaft auseinandergefallen war, gründete er zusammen mit seinem Bruder John George Mulvany (≈1766–1838) und weiteren Akteuren die Royal Hibernian Academy. Der Maler William Ashford (1746–1824) und der Architekt Francis Johnston (1760–1829) übernahmen nacheinander den Vorsitz dieser Einrichtung für Malerei, Bildhauerei und Architektur, die ab 1825 jährliche Ausstellungen organisierte. Mulvany oblag ab 1841 die Stellung eines Keepers, einer Rolle mit Aufgaben eines Kurators und Museumsleiters, die nach ihm sein Sohn George Francis Mulvany übernahm.